# گل‌آذین‌ها (آلبوم)
گل‌آذین‌ها (به انگلیسی: Garlands) نخستین آلبوم استودیویی از گروهٔ موسیقی آلترناتیو راک اسکاتلندی کوکتو تویینز می‌باشد که در ۱۰ ژوئیهٔ سال ۱۹۸۲ از سوی ۴ای‌دی منتشر گردید.